# Уэдделл, Джеймс
Джеймс Уэ́дделл (англ. James Weddell; 1787—1834) — британский мореплаватель, промысловик, один из первых исследователей Антарктики, в 1823 году достигший 74°34 ' южной широты, превысив достижение Джеймса Кука 1774 года почти на три градуса (180 морских миль). Его имя носит открытое им море в акватории Южного океана, остров в архипелаге Фолклендские острова, а также открытый им вид тюленей.

## Ранние годы жизни
Точное место рождения Джеймса Уэдделла неизвестно. Наиболее вероятным считается Лондон, но не исключаются также Остенде (Бельгия) и Массачусетс. Отец Уэдделла умер рано, и уже в возрасте девяти лет Джеймс, как и его старший брат, пошёл служить юнгой в Королевский флот. Первым судном, на котором он служил, было HMS Swan. Однако спустя шесть месяцев он уволился и вплоть до 1810 года работал в торговом флоте на угольщике (грузовом судне особой конструкции, предназначенном преимущественно для перевозки угля насыпью). В 1810 году Уэдделл вернулся в Королевский флот, и уже через два года службы был рулевым на HMS Hope. По завершении Наполеоновских войн Уэдделл был уволен с флота. В 1816 году вернулся в торговый флот, работал на компанию кораблестроителей из Лита Strachan & Gavin .

## Плавания в Антарктику

### 1820—1821
Первый раз Джеймс Уэдделл отправился на юг в 1820 году в качестве рулевого на 160-тонном бриге Jane. Во время этого путешествия тщетно искал острова Авроры (острова-призраки в Южной Атлантике к востоку от Фолклендских островов) в надежде найти новые промысловые угодья тюленей, занимался составлением лоции Фолклендских островов, посетил вновь открытые Уильямом Смитом Южные Шетландские острова, где в январе 1821 года провел удачный промысловый сезон, и в апреле вернулся в Лондон с грузом тюленьих шкур.

### 1821—1822
Первое путешествие Уэдделла в Антарктику оказалось коммерчески успешным, и на вырученные деньги работодатели Уэдделла приобрели небольшой 65-тонный китобоец Beaufoy. В сентябре 1821 года Jane под командованием Уэдделла и Beaufoy под командованием шотландца Майкла Маклеода покинули Англию, а в конце октября достигли Южных Шетландских островов. Поголовье тюленей на островах к этому времени значительно сократилось, и Маклеод на Beaufoy отправляется на поиски новых охотничьих угодий. К 11 декабря, спустя 6 дней после Джорджа Пауэлла и Натаниэля Палмера, в 240 милях к востоку от острова Элефант он достиг Южных Оркнейских островов. Сам Уэдделл посетил острова в феврале 1822 года и провёл их картографирование. В марте Jane и Beaufoy встретились на острове Южная Георгия и в июле вернулись в Англию.
Это путешествие Уэдделла не было столь же коммерчески успешным, как предыдущее, но тем не менее оказалось финансово достаточным для организации ещё одной экспедиции.

### 1822—1824

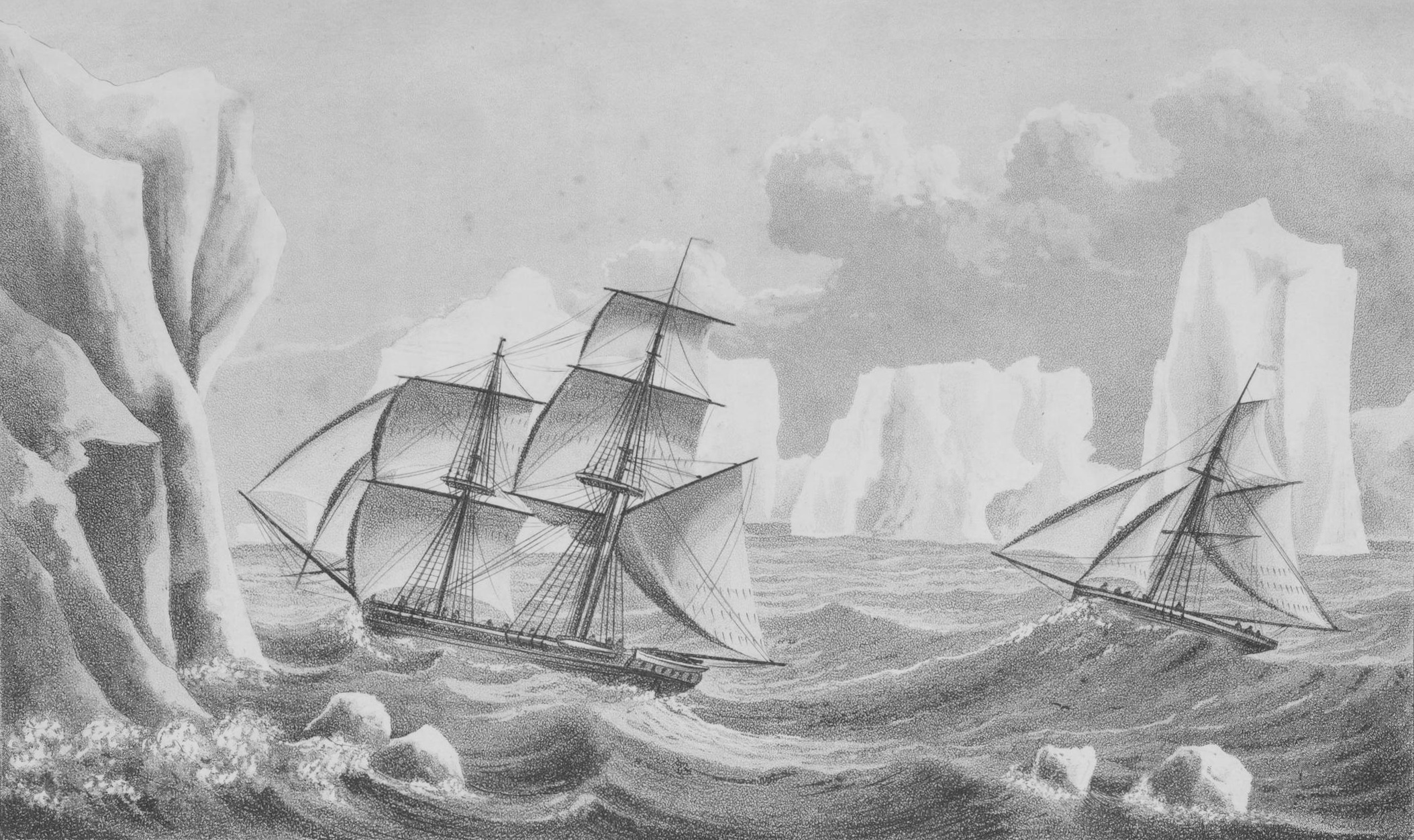
Jane и Beaufoy в море Уэдделла

Основной целью Уэдделла в третьем по счёту плавании в Антарктику по-прежнему оставались поиски новых охотничьих угодий, но на этот раз данные ему инструкции предписывали в случае отсутствия возможностей для промысла провести поиски новых земель за пределами известных морских маршрутов.
13 сентября 1822 года Jane и Beaufoy (последний под командованием Мэттью Брисбена) покинули Англию и 12 января 1823 года, после небольшой задержки, связанной с ремонтом Jane у берегов Патагонии, достигли Южных Оркнейских островов. На острове Сэддл — крохотном островке к северу от острова Лори —Уэдделл обнаружил новый, неизвестный науке вид тюленей, покрытых тёмными пятнами, которых он назвал морскими леопардами; позже этот вид получил имя первооткрывателя — тюлень Уэдделла (Leptonychotes weddelli).

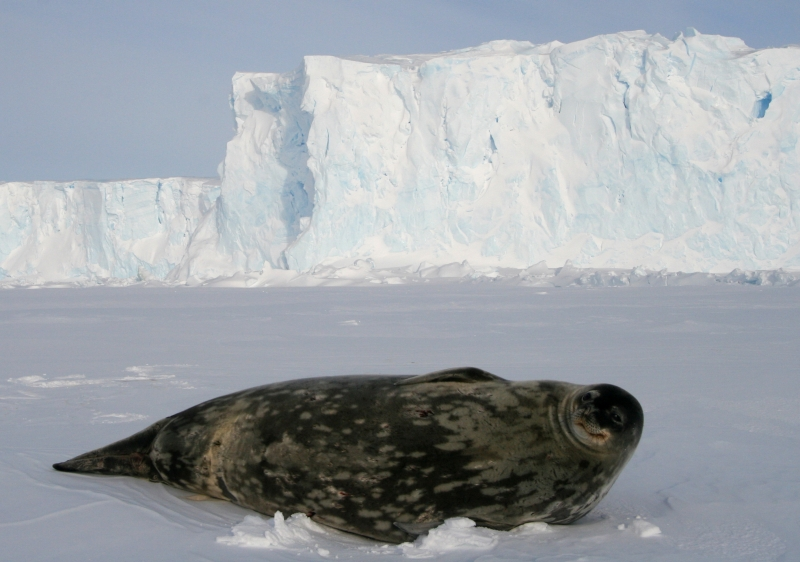
Тюлень Уэдделла

Ввиду крайне малого количества тюленей на архипелаге Джеймс Уэдделл взял от Южных Оркнейских островов курс на юг, где якобы была замечена земля (которая оказалась айсбергами), и 27 января достиг 64°58' южной широты, откуда взял курс на север в надежде найти новые земли в секторе между Южными Оркнейскими и Южными Сандвичевыми островами. 4 февраля, когда стало ясно, что если такие земли существуют, то искать их следует на юге, Уэдделл вновь взял курс на юг. Придерживаясь 30-го меридиана западной долготы, 17 февраля Jane и Beaufoy достигли 74°34' южной широты — крайней южной точки путешествия, почти на 3 градуса (180 морских миль) превысив достижение Джеймса Кука, полученное в январе 1774 года, и не дойдя всего 270 километров до Земли Котса и шельфового ледника Фильхнера. От этой точки Уэдделл решил повернуть обратно: хотя лето 1823 года выдалось невероятно тёплым и море было свободно от льда, существовала реальная опасность оказаться запертыми льдами, формирующимися на севере.
12 марта корабли экспедиции благополучно достигли Южной Георгии, откуда отплыли 17 апреля и взяли курс на Фолклендские острова, где провели антарктическую зиму. Следующими весной и летом Уэдделл и Брисбен безуспешно пытались охотиться на тюленей в районе Южных Шетландских островов (которые в сезоне 1823/24 года были недоступны из-за сложной ледовой обстановки) и Огненной Земли, и в итоге летом 1824 года вернулись в Англию.

## Последующие годы жизни
В 1825 году Уэдделл опубликовал свой отчет об экспедиции, озаглавленный «Путешествие к Южному полюсу, совершённое в 1822—1824 годах. Содержит исследование Антарктического моря до семьдесят четвёртого градуса южной широты и описание Огненной Земли» (англ.  A Voyage Towards the South Pole Performed in the Years 1822-1824; Containing an Examination of the Antarctic Sea to the Seventy-Fourth Degree of Latitude: and a Visit to Tierra del Fuego) (второе издание вышло в 1827 году). В этом документе он изложил свои соображения по вопросам навигации в полярных водах, сведения о дикой природе (в частности, описание острова Южная Георгия) и предложения по вопросам сохранения популяции тюленей в интересах будущего зверобойного промысла. Его отчёт получил признание, и 5 февраля 1827 года Уэдделл был избран членом Королевского общества Эдинбурга.
После путешествий в Антарктику Уэдделл продолжил работу в качестве капитана Jane, но зверобойным промыслом больше не занимался. В 1829 году Jane потерпела крушение у Азорских островов и была признана негодной для дальнейшей эксплуатации, что серьёзным образом сказалось на финансовом благополучии Уэдделла (он был совладельцем судна). До 1832 года он ещё некоторое время плавал на судне Eliza, после чего оставил флот и осел в Лондоне, где проживал в съёмной квартире на Норфолк-стрит.
Будучи одним из величайших антарктических мореплавателей, Джеймс Уэдделл окончил свои дни в нищете. Он скончался в Лондоне 9 сентября 1834 года в возрасте сорока семи лет и был похоронен на кладбище у церкви Сант-Клемент Дэйнс.